# Saint-Hilaire (Haute-Garonne)
Saint-Hilaire (okzitanisch: Sent Alari) ist eine französische Gemeinde mit 1.726 Einwohnern (Stand: 1. Januar 2022) im Département Haute-Garonne in der Region Okzitanien (zuvor Midi-Pyrénées). Saint-Hilaire gehört zum Arrondissement Muret und zum Kanton Muret. Die Einwohner werden Saint-Hilairiens genannt.

## Geografie
Saint-Hilaire liegt in der historischen Provinz Savès, etwa sechs Kilometer südsüdwestlich vom Stadtzentrum von Muret. Saint-Hilaire wird umgeben von den Nachbargemeinden Muret im Norden und Osten, Le Fauga im Osten und Südosten, Lavernose-Lacasse im Süden sowie Lherm im Westen.

## Bevölkerungsentwicklung
| Jahr                      | 1962 | 1968 | 1975 | 1982 | 1990 | 1999 | 2006 | 2013 |
| Einwohner                 | 234  | 315  | 389  | 459  | 504  | 708  | 932  | 1069 |
| Quelle: Cassini und INSEE |      |      |      |      |      |      |      |      |

## Sehenswürdigkeiten
- Kirche Saint-Hilaire
- Reste der früheren Zisterzienserinnenabtei L’Oraison-Dieu, im 12. Jahrhundert hier begründet, 1442 zerstört

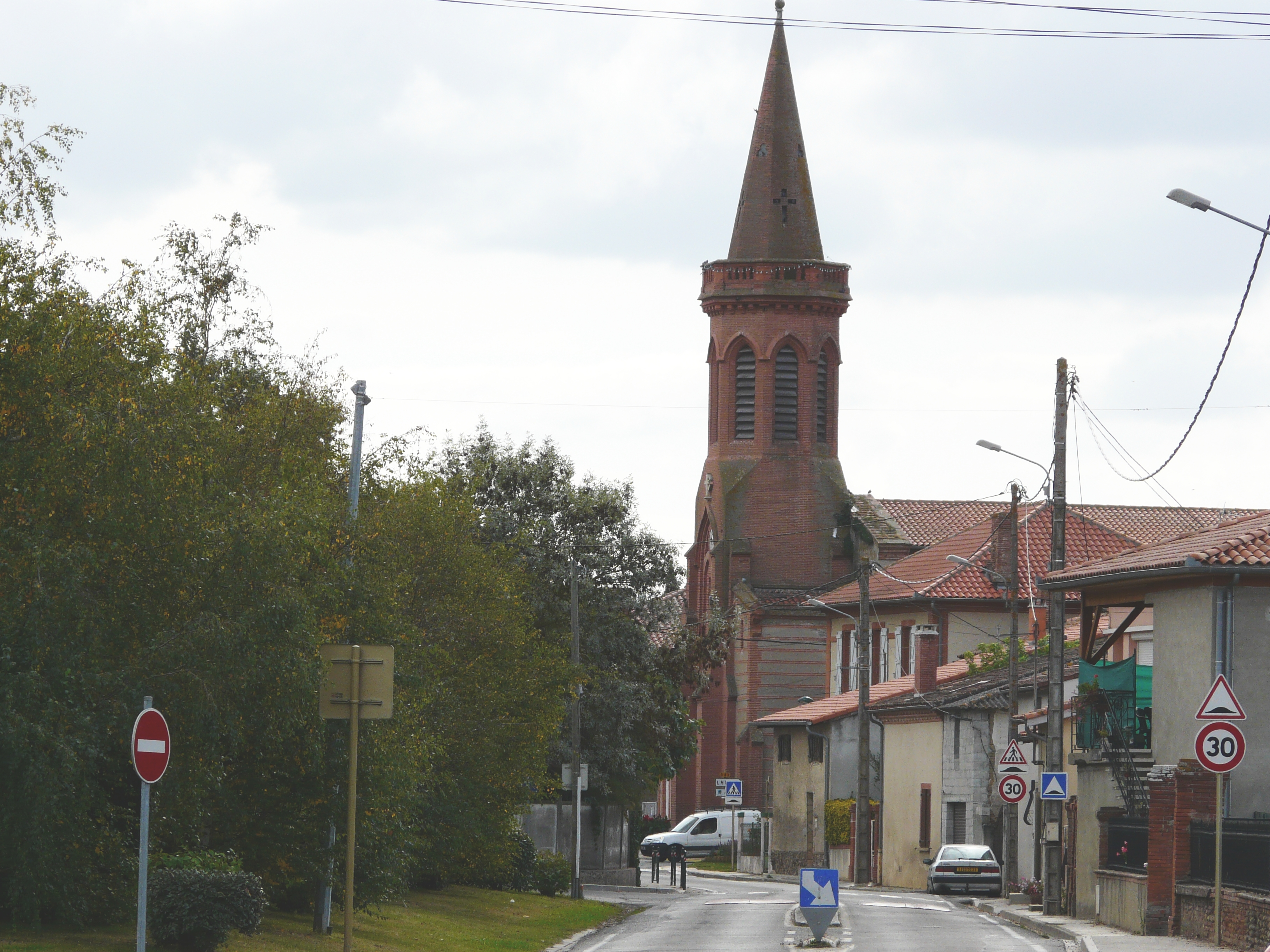
Kirche Saint-Hilaire